# King of Anything
«King of Anything» —en español: «Rey de algo»— es una canción escrita y grabada por la cantante estadounidense Sara Bareilles, por su álbum "Kaleidoscope Heart". Fue producido por Neal Avron y lanzado el 10 de mayo de 2010 en las radios como el primer sencillo del álbum. El 22 de junio de 2010 se puso a disposición para descarga digital. Su video musical fue lanzado el 29 de junio de ese año.

## Video musical
El video musical fue lanzado el 29 de junio de 2010. Fue filmada en Vancouver, Canadá, del director Laurent Briet y características Sara cantando en una serie de diferentes lugares acompañados de una banda de música, en un restaurante, en un autobús, en una tienda de música, de pie delante de un mural y, finalmente, en un jardín de flores. Las escenas del video están fragmentados en todo. Una detrás de las escenas del video fueron lanzadas en la página de Facebook de la cantante.

## Certificaciones
| Tabla (2010)      | Posición |
| ----------------- | -------- |
| Billboard Hot 100 | 32       |
| Canadian Hot 100  | 94       |

- Datos: Q4042222